# Eko Guitars
A Eko Guitars (conhecida também por EKO) é uma fabricante italiana de guitarras elétricas, violas e instrumentos similares, vendendo a nível profissional e fabricando principalmente para exportação. Está localizada em Recanati, Marcas.

## Produtos

### Guitarras
Os seus produtos incluem guitarras clássicas, guitarras de 12 cordas, guitarras com arco, guitarras elétricas e baixos acústicos. 
As guitarras da Eko ganharam grande popularidade durante a loucura do rock'n'roll dos anos 60, tornando-a no maior exportador de guitarras da Europa. Os seus modelos elétricos costumavam ser altamente decorados com pérolas, com 3 ou 4 captadores e os inconfundíveis interruptores "rocker". Os modelos acústicos eram populares nas bandas de country e folk rock do final dos anos 60. Os modelos mais conhecidos dos anos 60 incluem: 
- Eko 400 Ekomaster (formato Fender Jaguar com painel de controle plano, estilo Hagström ),
- Eko 500 (semelhante ao Fender Jaguar),
- Eko 700 (design original com três pontos de corte com cabeça "taco de hóquei"),
- Eko 290 (também conhecido como Eko Barracuda, elétrico semi-oco plano),
- Eko Rokes (elétrico em forma de foguete, popularizado por uma banda pop italiana do mesmo nome, The Rokes)
- Eko Kadett (cutaway duplo original de 1967 com longos "chifres" característicos) e
- Eko Ranger (o produto Eko mais vendido, acústico nas versões de 6 e 12 cordas).
- Eko 995 (baixo de 4 cordas com corpo de violino, muito popular no final dos anos 60)

A Eko também produziu guitarras para a Vox nos anos 60. Nos EUA foram distribuídas através dos irmãos LoDuca de Milwaukee, Wisconsin. 
- Vox Mark III
- Vox Phantom
- Vox Ultrasonic

No Reino Unido, os instrumentos foram importados por Rose-Morris, Londres . 
Na Austrália, os instrumentos foram importados pela Rose Music e frequentemente, mas nem sempre, marcados com a marca comercial Eston. 
A Eko Guitars fabrica guitarras desde o início dos anos 60 e continua em atividade atualmente. 
Em 2015, as guitarras Eko eram ainda importadas e distribuídas nos Estados Unidos pela Kelley Distribution, localizada em Fort Lauderdale, Flórida. 

### Outros instrumentos musicais

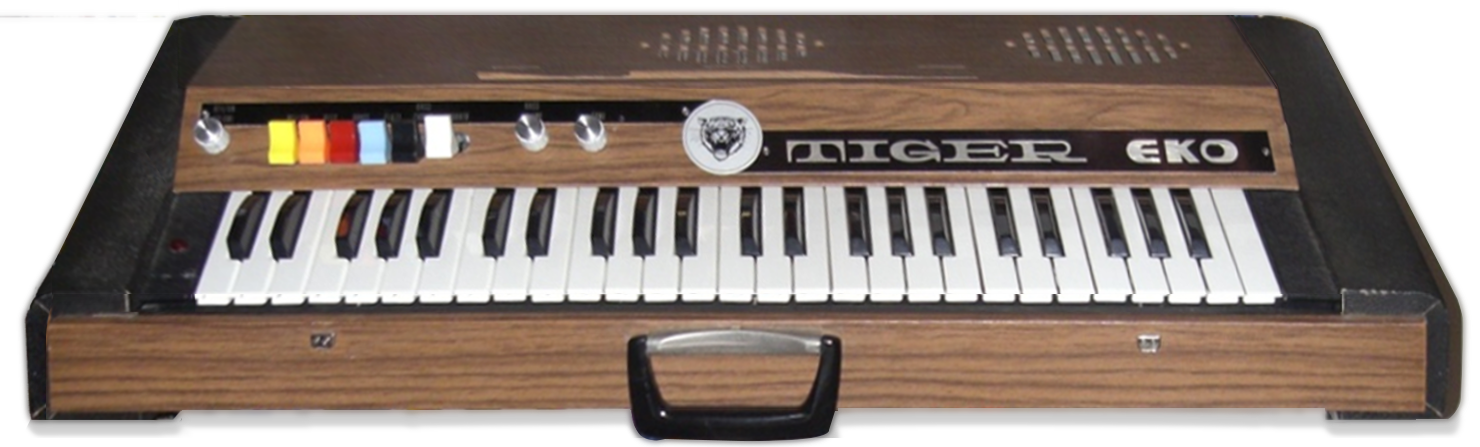
Órgão combinado EKO Tiger
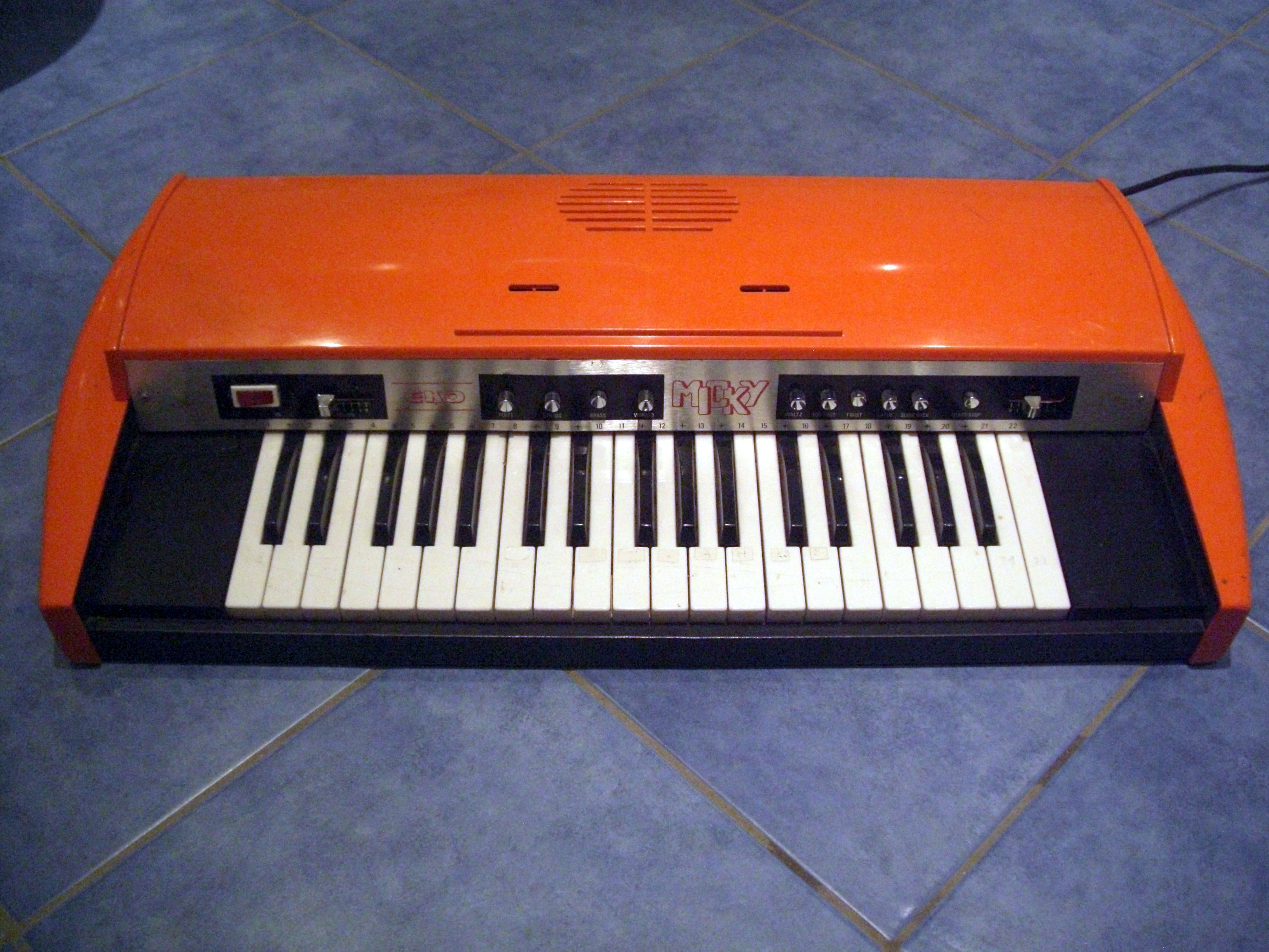
Órgão combinado EKO Micky
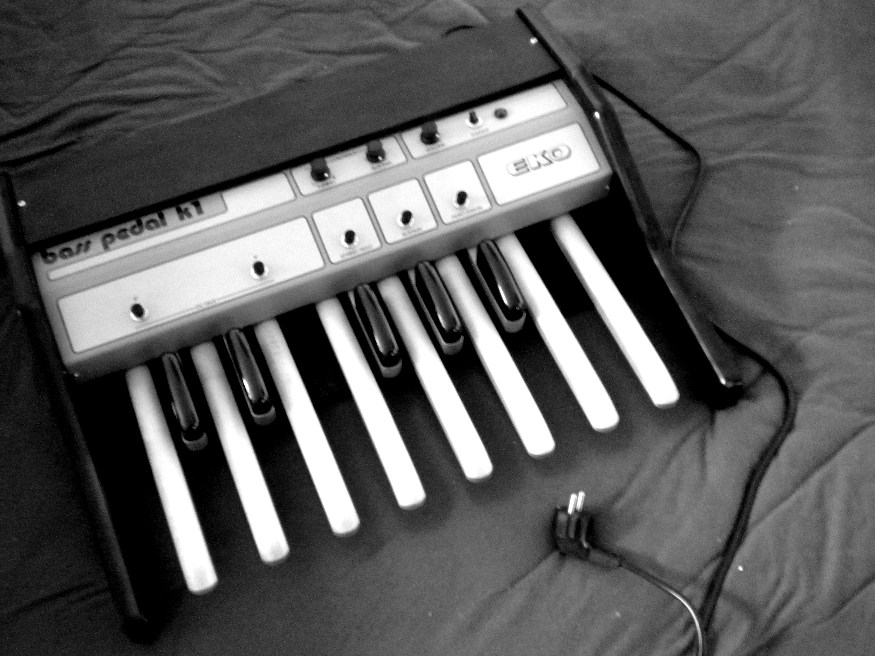
Pedal EKO para baixo K1 (década de 1970)
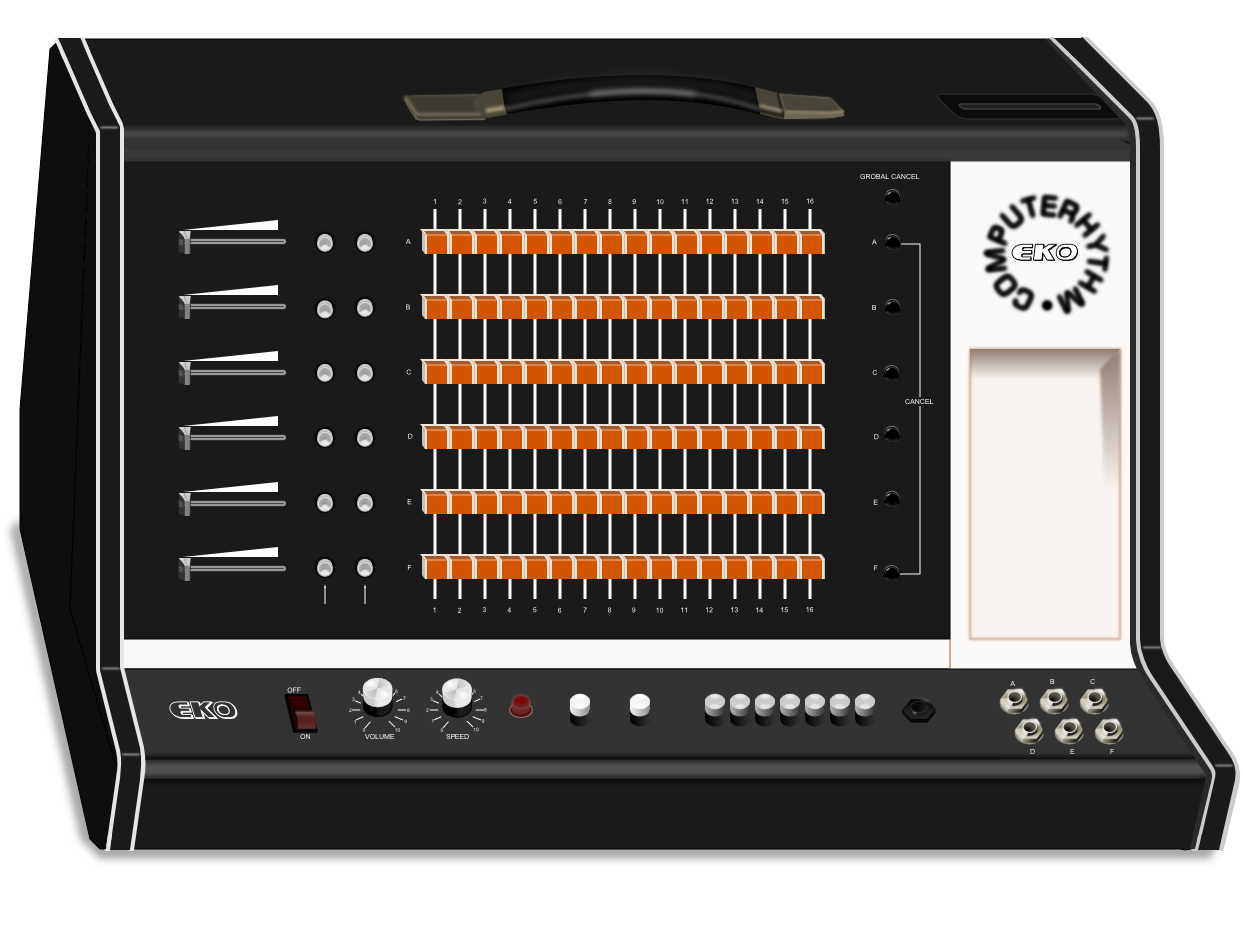
EKO ComputeRhythm (1972)
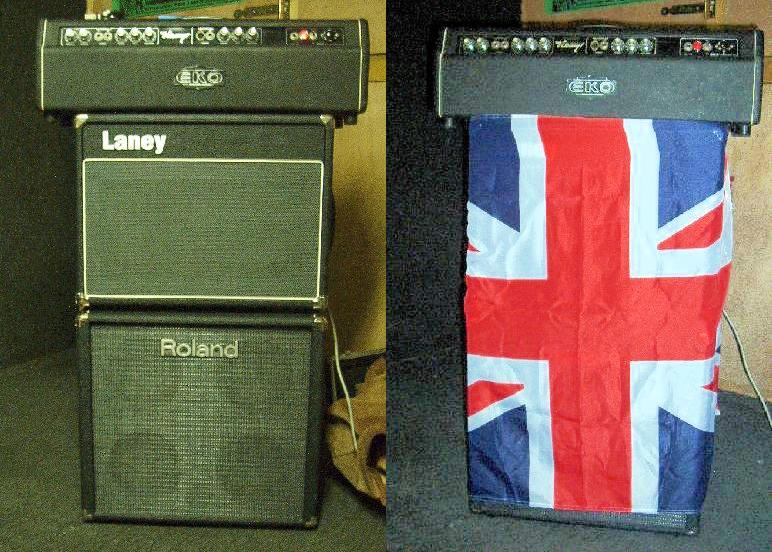
Cabeça de amplificador EKO Viscount (superior)
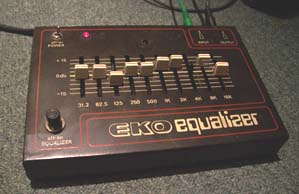
Equalizador EKO Equalizador gráfico de 10 bandas.
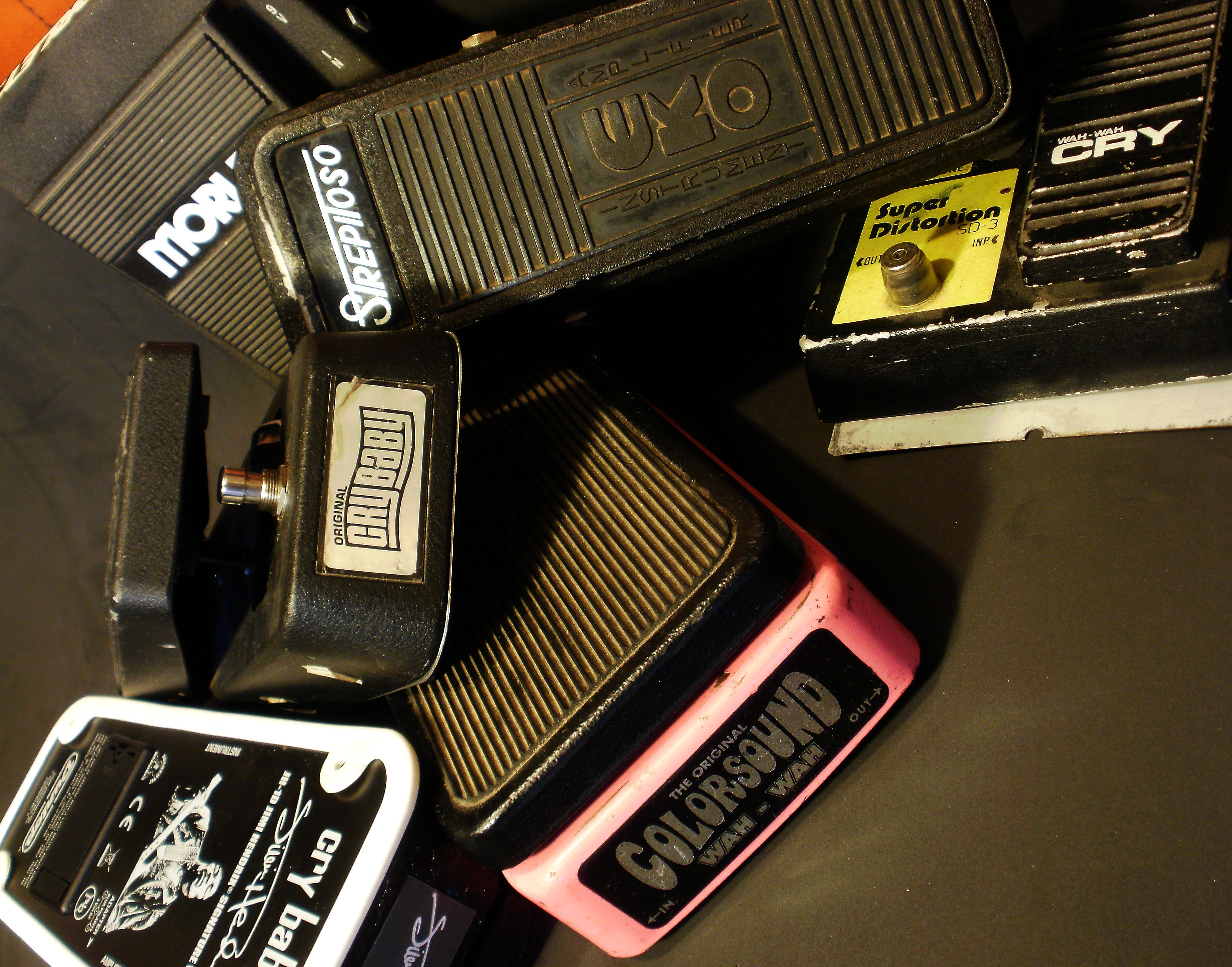
Pedal EKO Strepitoso wah (em cima)